# Iglesia de Nuestra Señora del Espino (Madrid)
La iglesia de Nuestra Señora del Espino es un templo católico ubicado en los alrededores de Plaza de Castilla (Madrid) en el barrio de Tetuán. Se encuentra a cargo de los claretianos desde 1980. Fue inaugurada el 27 de junio de 1981 por el arzobispo de Madrid Vicente Enrique y Tarancón.